# Paul Erdős
Paul Erdős, hongarès: Erdős Pál, AFI [ˈɛrdøːʃ ˈpaːl] (Budapest, 26 de març del 1913 - Varsòvia, 20 de setembre del 1996) fou un matemàtic jueu hongarès immensament prolífic (i excèntric) que, amb centenars de col·laboradors, treballà en problemes de combinatòria, teoria de grafs, teoria de nombres, anàlisi clàssica, teoria de l'aproximació, teoria de conjunts i teoria de probabilitats.

## Biografia
Paul Erdős nasqué a Budapest, Hongria com a Erdős Pál. Nasqué després de morir els seus dos germans a l'edat de 3 i 5 anys, va ser l'únic fill d'Anna i Lajos Erdős. Els seus pares eren tots dos matemàtics jueus. A tres anys ja podia calcular quants segons havien viscut les amistats de la família. Erdős de seguida mostrà el seu potencial.
El 1934 va rebre el doctorat de matemàtiques. Per causa del creixent antisemitisme, emigrà el mateix any a Manchester, Anglaterra, per a esdevenir professor convidat. El 1938, va acceptar una beca a la Universitat de Princeton, als Estats Units d'Amèrica. En aquella època començà a desenvolupar l'hàbit de viatjar de campus en campus. Mai no s'estigué gaire temps en el mateix lloc, i passà per nombroses institucions matemàtiques al llarg de tota la seva vida, que es caracteritzà per una manera de ser despresa. Erdös solia donar els seus premis i pertinences a persones necessitades i causes diverses. Voltava per tot el món passant per conferències científiques, i li restava prou temps per a publicar els seus articles i col·laboracions.
Com digué el seu col·lega Alfréd Rényi, "un matemàtic és una màquina de transformar cafè en teoremes", i Erdős en bevia grans quantitats. Aquesta cita sovint també s'atribueix a Erdős. Després de 1971, malgrat els consells dels seus amics, va prendre amfetamines. Un d'ells, Ron Graham, apostà 500 $ que no podria deixar-les durant un mes. Erdős guanyà la juguesca, però es queixà que les matemàtiques havien quedat enrere tot un mes: "Abans, quan veia un full en blanc el cap se m'omplia d'idees. Ara només hi veig un tros de paper blanc." Després de guanyar l'aposta reprengué el consum amfetamínic.
Tenia el seu propi vocabulari: parlava d'El Llibre, un llibre imaginari en el qual Déu hauria escrit les millors i més elegants demostracions de tots els teoremes matemàtics. Tot i que ell mateix dubtava de l'existència de Déu, a qui anomenava el "Feixista Suprem" (FS) (quan les tropes hongareses ajudaren l'exèrcit alemany a envair Iugoslàvia el 1941, l'Església catòlica les beneí, fet que enutjà molt Erdős). També acusava el FS d'amagar-li els mitjons i els passaports hongaresos, i de guardar-se per a ell les demostracions matemàtiques més boniques.
Anomenava als nens "èpsilons" (en càlcul una quantitat positiva negligible es nota ε); les dones eren "mestresses" i els homes "esclaus"; els que deixaven les matemàtiques havien "mort"; els morts havien "marxat"; la música era "soroll"; els casats "captius", i els divorciats "alliberats", i ensenyar matemàtiques era "predicar".
El 1952, durant la caça de bruixes de McCarthy, el govern dels EUA denegà a Erdős, ciutadà Hongarès, un visat de reentrada als Estats Units, per raons desconegudes. Fins que el govern americà no canvià de parer el 1963, no va poder incloure les universitats americanes en els seus periples. Hongria, en canvi, li donà autorització per entrar i sortir del país quan volgués. Tanmateix, el 1973 se n'exilià voluntàriament.
Les darreres dècades de la seva vida, Paul Erdős va rebre almenys quinze doctorats "honoris causa". Va esdevenir membre d'acadèmies científiques de vuit països, incloent-hi la National Academy of Sciences dels EUA i la Royal Society britànica.
Morí 'en acció' d'un atac de cor el 20 de setembre de 1996 a 83 anys, mentre assistia a una conferència a Varsòvia, Polònia.

## Treball matemàtic
Erdős fou un dels més prolífics autors d'articles de la història de les matemàtiques, només per darrere de Leonhard Euler; Erdős va publicar més articles, però Euler publicà més pàgines (Hoffman 1998). Escrigué al voltant de 1.500 articles matemàtics al llarg de la vida, majoritàriament amb coautors. Va tenir 511 col·laboradors diferents (The Erdős Number Project Data Files), i cregué ferventment en les matemàtiques com a activitat social.
De les seves contribucions, el desenvolupament de la teoria de Ramsey i l'aplicació del mètode probabilístic en sobresortien. La combinatòria extrema li deu tot un enfocament, derivat en part de la tradició de la teoria dels nombres. Erdős trobà una demostració del postulat de Bertrand més neta i elegant que l'original de Txebixov. També descobrí una demostració elemental per al teorema dels nombres primers conjuntament amb Atle Selberg.
Entre els seus col·laboradors freqüents hi havia Yousef Alavi, Béla Bollobás, Stefan Burr, Fan Chung, Vašek Chvátal, Ralph Faudree, Ron Graham, András Gyárfás, András Hajnal, Eric Milner, János Pach, Carl Pomerance, Richard Rado (un dels coautors del famós teorema Erdős–Ko–Rado), Alfréd Rényi, Vojtech Rődl, C. C. Rousseau, András Sárközy, Dick Schelp, Miklós Simonovits, Vera T. Sós, Joel Spencer, Endre Szemerédi, Pál Turán, Peter Winkler, Ernst Straus

## Nombre d'Erdős
Donada la seva prolífica activitat, els seus amics li feren un tribut humorístic creant el nombre d'Erdős, que defineix la "distància de col·laboració" de qualsevol matemàtic respecte a Erdős pel que fa a articles publicats.

## Videografia
- N és un nombre: Un retrat de Paul Erdös (orig.N is a number: A Portrait of Paul Erdös). Dir: George Paul Csicsery. Prod:  George Paul Csicsery- 1993. 53 minuts. (en anglès). [Consulta: 24 març 2023]